# Happy 2006黎明北京演唱會
Happy 2006黎明北京演唱會是香港歌手黎明的個人演唱會，由北京金藝廣苑文化發展有限公司主辦，演唱會於2005年12月31日晚上7時30分在北京工人體育館舉行，是該場館在2008年閉館改建前的最後一個演唱活動。

## 背景及製作

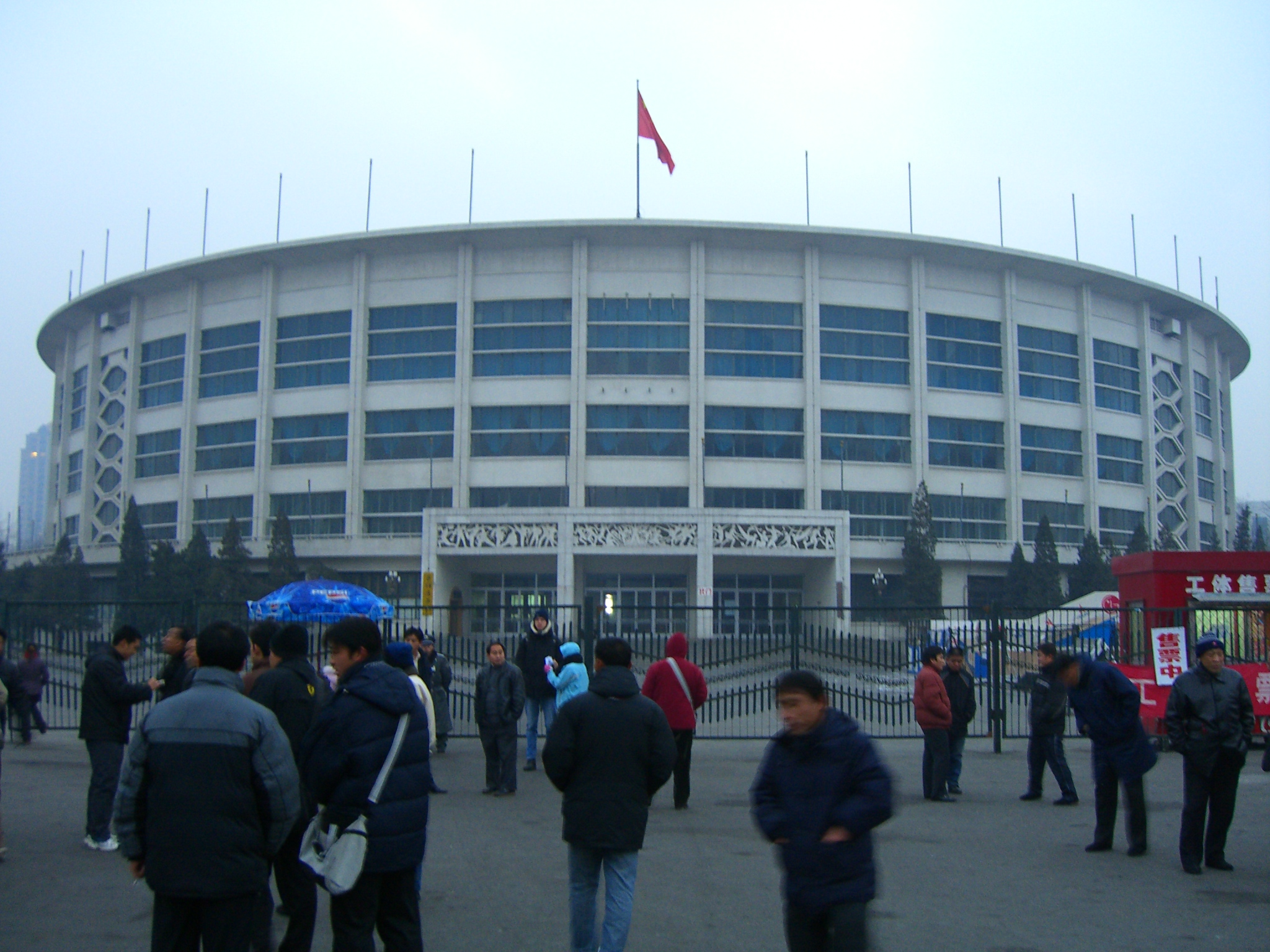
位於北京市朝陽區工人體育場路的北京工人體育館可容納約一萬三千名觀眾（攝於2007年）

《Happy 2006黎明北京演唱會》是黎明繼1992年後，再次在北京舉行的個人演唱會，演唱會的製作與2005年10月在香港體育館舉行的《Leon演唱會Crazy Classic?》主體基本相同，採用同一製作班底，製作費用約二百萬元人民幣。

### 製作及演出團隊
演唱會導演由梁天恩擔任，幕後團隊的人數較《Leon演唱會Crazy Classic?》增加近一倍，並公開招募「演唱會志願者」隊伍，負責協助演唱會的準備工作及幫助演唱會現場需要幫助的人。演唱會音樂總監由雷頌德擔任，音樂團隊包括鼓手、鍵盤手、各種吉他手等搖滾伴奏人員以及四十多人的管弦樂團，美工人員則有一百多人，數名雜技演員負責進行高空飛人、升降機等特技表演。主辦單位在演唱會籌備階段舉辦「欽點演唱會嘉賓」活動，由公眾推薦心目中的表演嘉賓，結果由歌手光良獲選，主辦單位考慮到光良是黎明的好友，而且出道10年一直未能在北京登上大型舞台，因此決定邀請光良擔任表演嘉賓。

### 舞台設計
此演唱會開放全部4面觀眾席，並根據工人體育館的實際情況進行調整，2005年12月25日開始舞台搭建工程，部份物料及道具以七八個貨櫃裝載，從香港調運到北京，舞台設計則以「高」和「近」為概念，「高」是指舞台的高度；「近」是指舞台與觀眾距離近，演出舞台約三米高，總面積較《Leon Crazy Classic演唱會》的舞台大一倍，設置在場地中央，舞台中心設有大型高空升降機，四側採用極細的燈光支架，避免遮擋觀眾的視線，同時加設延伸式擴張舞台，讓觀眾最大限度地接近演出者，並以特殊配備音響器材、鐳射特效及巨型造雪機配合演出。

### 舉行形式
演唱會於2005年12月31日舉行，由於須遵從演唱會必須在公交末班車開出之前結束的行業規定，因此這場演唱會未能以跨年形式進行，主辦單位將開場的時間盡量延後，盡量讓觀眾在接近年關的時候保持一個比較興奮的狀態。為了防止觀眾購得假門票，主辦單位與網絡公司合作，採用無線支援的方式，讓觀眾在購買門票的時候以手機短訊驗證門票的真偽，並可參與演唱會現場抽獎。

### 歌曲編排
演唱會的歌曲編排以《Leon演唱會Crazy Classic?》為主體並作出調整，除了增加國語歌曲的比重，也演唱了當時最新發行的音樂專輯《一個故事》中的部分歌曲，部分歌曲在重新編曲時加入了電音舞曲、嘻哈、民族古典等元素，以配合新年氣氛。主辦單位在落實由光良擔任表演嘉賓後，舉辦「點唱嘉賓歌曲」的活動，讓公眾選擇嘉賓演唱的歌曲。以下是演唱會的歌曲名單：
1. 那有一天不想你
2. 無名份的浪漫
3. 堆積的情感
4. 藍色街燈
5. 你讓我忘
6. 有情郎
7. 深秋的黎明
8. 你怎麼捨得我難過
9. 兩個人的煙火
10. 如果可以再見你（國語版：不怕你不愛我）
11. 今生不再
12. 我用深情與你相約
13. 一言為定
14. 最後的戀愛及甜蜜蜜
15. 送你一瓣的雪花
16. 全日愛
17. 我來自北京
18. 今夜你會不會來
19. 對不起 我愛你
20. 夏日傾情
21. Happy2000
22. 非我莫屬
23. 第一次（表演嘉賓光良主唱）
24. 童話（表演嘉賓光良主唱）
25. 心在跳（粵語版：我這樣愛你）
26. 如果這是情
27. 情深說話未曾講

## 反應及迴響
《Happy 2006黎明北京演唱會》的觀眾入座率約九成，門票售價由180元至1,580元人民幣不等，主辦單位表示自從公佈演唱會消息後，不是人預訂了VIP門票，門票在正式開售後，最高檔的1580元VIP票和最低檔的180元門票走勢最好，在開售的兩天之內已接近售罄。主辦單位分析後認為，VIP門票銷情理想與黎明自身所具有的影響力有著極大關係，負責人表示黎明在北京出生，自1992年舉行《北京黎明演唱會》後，相隔13年再次在北京舉辦演唱活動，當地的北京人對黎明有一種故鄉情結，而當年觀看演唱會的年輕觀眾已經成年，當中大多是年約三十歲的白領女性，有高消費能力，因此出現票價最高的VIP票銷售走勢理想的局面。